# Коли йдеш – іди
«Коли́ йдеш – іди́» (рос. «Уходя — уходи») — російський радянський комедійний художній фільм 1978 року режисера Віктора Трегубовича, знятий за мотивами повісті Леоніда Треєра «З життя Дмитра Суліна». 
Прем'єрний показ фільму відбувся в грудні 1979 року.

## Зміст
Фільм про простого скромного бухгалтера. У нього є свої страхи, побоювання і комплекси, він то йде за течією, то бореться з ними. З Дмитром постійно відбуваються безглузді ситуації, які він або притягує, або провокує. Та врешті-решт він набирається сил і мужності вести себе так, щоб не прогинатися перед оточуючими його людьми.

## Ролі
- Віктор Павлов — бухгалтер Дмитро Павлович Сулін
- Людмила Гурченко — Аліса, дружина Дмитра
- Марина Трегубович (Виборнова) — Світла Суліна, дочка Дмитра та Аліси
- Микола Рибников — директор овочевої бази Семен Семенович
- Наталя Гундарева — Марина
- Наталія Андрейченко — Люба
- Олена Андерегг — бухгалтер
- Олег Кононов — Генадій, колишній чоловік Марини
- Федір Одиноков — Харитон, дядько Дмитро Суліна
- Володимир Пожидаєв — Пашка
- Наталія Дмитрієва — дружина Пашки
- Ігор Дмитрієв — спекулянт, який торгує книгами
- Любов Тищенко — пасажирка в електричці
- Олена Мельникова — Катя Лосєва, перша любов Дмитра Суліна

## Знімальна група
- Режисер: Віктор Трегубович
- Сценарій: Віктор Мережко, Віктор Трегубович
- Оператор: Дмитро Месхієв
- Художник: Володимир Костін
- Композитор: Олександр Колкер
- Текст пісень: Гліб Горбовський
- Диригент: С. Горковенко

## Цікаві факти
- В епізоді відвідин ресторану звучать пісні у виконанні Альберта Асадуллина та Ольги Левицької.
- Кадри, де В. Павлов з донькою на возі в'їжджають в будинок, знімали в селі Ламповий, під Сіверської, Ленінградської області. Будинок був пам'ятником мистецтва, до теперішнього часу не зберігся, занепав, та в 2004 року зруйнувався.